# Fabriciana flavescens
Fabriciana flavescens är en fjärilsart som beskrevs av Matsumura 1929. Fabriciana flavescens ingår i släktet Fabriciana och familjen praktfjärilar. Inga underarter finns listade i Catalogue of Life.